# Megaselia subcrinosa
Megaselia subcrinosa är en tvåvingeart som beskrevs av Borgmeier 1962. Megaselia subcrinosa ingår i släktet Megaselia och familjen puckelflugor. Inga underarter finns listade i Catalogue of Life.